# استان نارین
استان نارین (به قرقیزی: Нарын облусу، نارىن وبلۇسۇ)(به روسی: Нарынская область) بزرگترین استان (ابلاست) در کشور قرقیزستان است. این استان در شرق کشور قرقیزستان قرار دارد و با استان چوی از طرف شمال، با استان ایسیق‌کول از سمت شمال‌شرق، با سین‌کیانگ در جمهوری خلق چین از سوی جنوب‌شرق، با استان اوش از طرف جنوب‌غرب و با استان جلال‌آباد از سوی غرب، هم‌مرز است. مرکز این استان ، شهر نارین است. این استان در ۲۱ نوامبر ۱۹۳۹ میلادی تحت عنوان استان تیان-شان تأسیس شد و در ۲۰ دسامبر ۱۹۶۲ میلادی، منحل شد ولی در ۱۱ دسامبر ۱۹۷۰ میلادی مجدداً تأسیس شد. در ۵ اکتبر ۱۹۸۸ میلادی در استان ایسیق‌کول ادغام شد و سرانجام در ۱۴ دسامبر ۱۹۹۰ میلادی، تحت نام فعلی، یعنی استان نارین درآمد.

## جمعیت
بر اساس سرشماری سال ۲۰۲۱ میلادی، جمعیت این استان، ۲۹۲٬۱۴۰ نفر بوده است.
از نظر ترکیب قومیتی، تقریبا تمامی جمعیت این استان، ۹۹٪ جمعیت آن را قرقیزها تشکیل می دهند. هیچ قومیت دیگری بیش از هزار نفر جمعیت  در این استان ندارد.
تا پیش از فروپاشی اتحاد جماهیر شوروی سوسیالیستی، ازبک‌ها، با ۱٬۳۰۰ نفر جمعیت، ۰٬۵٪ جمعیت این استان، و بزرگترین و قابل توجه‌ترین اقلیت قومی استان نارین را تشکیل می دادند. اما با درگیریهای بین‌قومیتی در قرقیزستان، مخصوصا در شهر اوش، و افزایش تنش‌های قومیتی در سایر مناطق، بسیاری از این مردمان ازبک از منطقه کوچ کردند.

## شهرها و شهرستان‌ها

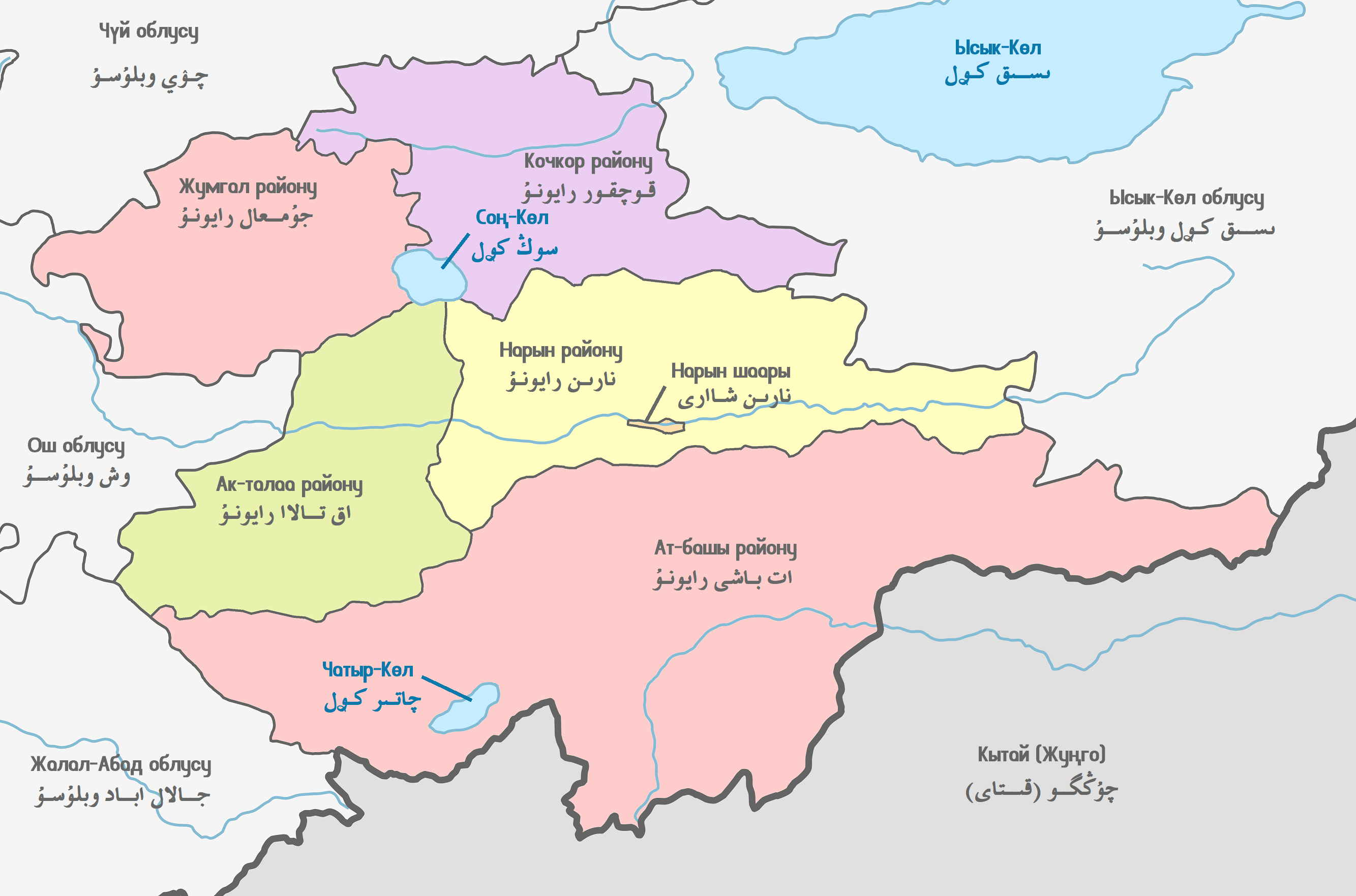
تقسیمات اداری استان نارین در سال ۲۰۲۴ میلادی

استان نارین متشکل از ۱ شهر «در سطح شهرستان» و ۵ شهرستان می‌باشد.
| ردیف | نام شهر/شهرستان | نام به قرقیزی                   | نام به روسی                            | مساحت(km۲) | جمعیت (سرشماری سال ۲۰۲۱) |
| ---- | --------------- | ------------------------------- | -------------------------------------- | ---------- | ------------------------ |
| ۱    | شهر نارین       | Нарын шаары نارىن شاارى         | город Нарын gorod Naryn                | ۱۵         | ۴۱٬۱۷۸                   |
| ۲    | شهرستان آت‌باشی  | Ат-башы району ات باشى رايونۇ   | Ат-Башинский район At-Bashinskiy rayon | ۱۵٬۳۵۴     | ۵۵٬۷۷۱                   |
| ۳    | شهرستان آق‌تالا  | Ак-талаа району اق تالاا رايونۇ | Ак-Талинский район Ak-Talinskiy rayon  | ۷٬۲۶۶      | ۳۳٬۰۰۷                   |
| ۴    | شهرستان جومغال  | Жумгал району جۇمعال رايونۇ     | Жумгальский район Zhumgal'skiy rayon   | ۷٬۱۵۰      | ۴۴٬۸۶۶                   |
| ۵    | شهرستان قوچقار  | Кочкор району قوچقور رايونۇ     | Кочкорский район Kochkorskiy rayon     | ۵٬۸۶۸      | ۶۷٬۳۶۳                   |
| ۶    | شهرستان نارین   | Нарын району نارىن رايونۇ       | Нарынский район Narynskiy rayon        | ۱۰٬۵۰۲     | ۴۹٬۹۵۵                   |